# MySims Agents
MySims Agents — приключенческая видеоигра для Nintendo DS и Wii, в которой игрок должен направлять агентов с целью остановить зловещие планы Мокрабаса. Эта игра, которая относится к франшизе MySims была выпущена 29 сентября 2009 года.

## Геймплей
В данной игре, игроки берут на себя роль специального агента, которого наняли, дабы сорвать зловещие планы злодея Мокрабаса. Основные задачи игроков состоят из выслеживания, вскрытия замков, взлома компьютеров, сбора улик. Игроки должны полагаться на свою сообразительность, умения и надежные гаджеты, чтобы собрать улики воедино, разгадать тайну, и помешать злодею.

## Рейтинг
| Сводный рейтинг    | Сводный рейтинг   |
| Агрегатор          | Оценка            |
| ------------------ | ----------------- |
| GameRankings       | 79,28 %           |
| Metacritic         | 78 %              |
| Иноязычные издания |                   |
| Издание            | Оценка            |
| GameSpot           | 7,5               |
| IGN                | 7,8 (Wii) 4,9(DS) |

Версия игры для Wii получила в основном положительные отзывы среди критиков, в то время как версия DS была более неоднозначной. Gamespot дал версии для Wii 7.5 баллов, отметив неплохую сюжетную линию в игре, однако она слишком коротка, по мнению эксперта. В IGN, оценивая версию для Wii, выставили балл 7.8, восхваляя геймплей и сюжет игры. Однако они дали версии игры для Nintendo DS 4.9 баллов, отметив качественную игровую графику, однако, отметили в IGN, в Wii она всё-таки лучше.